# تندب التلافيف

تندب التلافيف هو تشخيص مستخدم في وصف نوع محدد من تندب القشرة المخية في مناطق التلم العميقة ما ينتج عنه تشوه التلفيف. تُعد التلافيف «المشابهة للفطر» من العلامات المميزة في تندب التلافيف، إذ يؤدي التندب إلى انكماش مناطق التلم العميقة وضموها مع بقاء التلافيف السطحية طبيعية. غالبًا ما تنتج الحالة عن إصابة دماغية ناقصة التأكسج – إقفارية خلال الفترة المحيطة بالولادة. تتراوح تأثيرات تندب التلافيف في شدتها، إلا أنها ترتبط بشكل شائع مع الشلل الدماغي، والتخلف العقلي والصرع. تعرف إن سي بريسلر تندب التلافيف لأول مرة في عام 1899 إذ وصف هذه المورفولوجيا غير الطبيعية في الدماغ بـ «تلفيف الفطر». على الرغم من التعرف على تندب التلافيف لأول مرة في عام 1899، توجد أيضًا بعض المعلومات المحدودة المعروفة أو المبلغ عنها حول الحالة.

## حالات مشابهة
غالبًا ما يختلط تندب التلافيف مع غيره من حالات تشوه القشرة المخية مثل صغر التلافيف. يتميز صغر التلافيف بالطي المفرط للتلافيف السطحية وبسماكة القشرة المخية، بدلًا من الظهور النموذجي لتندبات التلفيف المميزة في تندب التلافيف. بالإضافة إلى الاختلافات المورفولوجية، تختلف فترة تشكل تندب التلافيف عن نظيرتها في صغر التلافيف. يتشكل صغر التلافيف بشكل نموذجي خلال فترة نضج الجهاز العصبي المركزي لدى الجنين. يتطور تندب التلافيف لاحقًا خلال الفترة المحيطة بالولادة بعد حدوث الهجرة العصبونية. من المرجح أيضًا وجود ارتباط وراثي في صغر التلافيف، بينما تنحصر مسببات تندب التلافيف في العوامل البيئية – أي نقص الأوكسجين.
قد يسبب صغر التلافيف حالات مشابهة لتلك الملاحظة في تندب التلافيف مثل التخلف العقلي، والشلل الدماغي والصرع. لوحظ أن المرضى المصابين بصغر التلافيف غير مؤهلين للخضوع إلى علاج الصرع الجراحي. ومع ذلك، ما تزال استجابات المرضى المصابين بتندب التلافيف للجراحات المشابهة غير معروفة تمامًا، ما يزيد من أهمية التفريق بين الاضطرابين. ساهمت تقنيات التصوير العصبي الحية، وخاصة التصوير بالرنين المغناطيسي، في إيجاد هذا التفريق. تتميز صورة الرنين المغناطيسي الخاصة بتندب التلافيف بالتلفيف المشابه للفطر، وتشوهات المادة البيضاء والتموضع بشكل رئيسي في المنطقة المخية الخلفية. يتميز صغر التلافيف نموذجيًا بمظهره الصدفي في المنطقة الحدودية بين المادتين الرمادية والبيضاء. على الرغم من ظهور هذه الفوارق لدى عدد كبير من المرضى، ما يزال هنالك بعض الصعوبة في وضع الحدود التفريقية بين هاتين الحالتين المتشابهتين.

## العلاج
في الوقت الحالي، لا يوجد علاج معين لتندب التلافيف نظرًا إلى ضرر نقص التروية غير القابل للإصلاح على العصبونات في المنطقة المصابة. ومع ذلك، يمكن علاج الحالات المرتبطة بتندب التلافيف، مثل الصرع والشلل الدماغي، باستخدام الوسائل العلاجية المناسبة. على سبيل المثال، يمكن السيطرة على نوبات الصرع، الذي يسببه تندب التلافيف الموجود في الفص القذالي، باستخدام الأدوية المضادة للاختلاجات لدى بعض المرضى. من الممكن ألا تكون الأدوية فعالة لدى عدد من المرضى، مثل أولئك المصابين بتندب التلافيف الموجود في القشرة المخية الخلفية، إذ قد يلزم إجراء جراحة على المنطقة المسببة للصرع. تركز هذه الوسائل العلاجية على علاج الحالات الناتجة عن تندب التلافيف فقط، إذ لا تعالج اضطراب تندب التلافيف نفسه.